# 新藤義孝
新藤義孝（1958年1月20日—），日本政治家，自由民主黨黨員。出身於埼玉縣川口市。共當選6屆眾議院議員。在自民黨內屬於平成研究會（額賀派）。
歷任外務大臣政務官、經濟產業副大臣、總務大臣等職務。
2011年8月1日，與稻田朋美及佐藤正久往南韓鬱陵島訪問，在金浦機場被南韓政府以《入境管理法》中「禁止可能危害國家利益和公共安全者入境」的規定拒絕入境。
2012年任第二次安倍內閣的總務大臣。
外祖父栗林忠道是第二次世界大戰期間的陸軍大將。

## 外部連結
- 官方網站 （页面存档备份，存于）
- YouTube上的YouTube 新藤義孝☆Channel☆頻道
- 新藤義孝的X（前Twitter）

| 政府职务                              | 政府职务                                              | 政府职务                            |
| ------------------------------------- | ----------------------------------------------------- | ----------------------------------- |
| 前任： 樽床伸二                       | 總務大臣 2012年—2014年                                | 繼任： 高市早苗                     |
| 前任： 山本幸三 渡邊博道              | 經濟產業副大臣 2007年—2008年                          | 繼任： 高市早苗 吉川貴盛            |
| 前任： 松浪健四郎、今村雅弘、水野賢一 | 外務大臣政務官 與日出英輔、土屋品子共同 2002年—2003年 | 繼任： 荒井正吾、田中和德、吉田幸弘 |
| 議會席位                              |                                                       |                                     |
| 前任： 河野太郎                       | 眾議院決算行政監視委員長 2011年                       | 繼任： 後藤田正純                   |